# أوتو هيرش
أوتو هيرش (بالألمانية: Otto Hirsch)‏ هو محامي وسياسي ألماني، ولد في 9 يناير 1885 في شتوتغارت في ألمانيا، وتوفي في 19 يونيو 1941 في معسكر اعتقال ماوتهاوزن في النمسا. انتخب عضو البرلمان الإقليمي فيينا.